# Libero Marchini
Pour les articles homonymes, voir Marchini.
Libero Turiddo Marchini (né le 31 octobre 1913 à Castelnuovo Magra en Ligurie et mort le 1er novembre 2003 à Trieste dans le Frioul-Vénétie Julienne) est un joueur de football international italien, qui évoluait au poste de milieu de terrain.

## Biographie

### Carrière en club
Libero Marchini inscrit 13 buts en première division italienne lors de la saison 1936-1937 avec l'équipe de Lucchese.

### Carrière en sélection
Il participe avec la sélection olympique aux Jeux olympiques de Berlin en 1936. Il dispute quatre matchs lors de ces Jeux. La sélection italienne remporte la médaille d'or.

## Palmarès
| \| Genova 1893 - Championnat d'Italie D2 (1) : - Champion : 1934-35. \| \| Lucchese - Championnat d'Italie D2 (1) : - Champion : 1935-36. \| |  | Italie olympique - Jeux olympiques (1) : - Or : Berlin 1936.   |
| Genova 1893 - Championnat d'Italie D2 (1) : - Champion : 1934-35.                                                                            |  | Lucchese - Championnat d'Italie D2 (1) : - Champion : 1935-36. |